# Модель робіт «Як є»
Моде́ль робі́т «Як є» (Activity Model As-Is) — модель робіт, що відображає, як бізнес-процес структурований в цей час. Використовується для встановлення «відправної точки», необхідної для розробки наступних дій чи програм вдосконалення бізнес-процесів.

## Джерело
- Aguilar-Saven, Ruth Sara. «Business process modelling: Review and framework [Архівовано 7 серпня 2020 у Wayback Machine.].» International Journal of production economics 90.2 (2004): 129—149.